# Vuosaari Station
Vuosaari Station (finsk: Vuosaaren metroasema, svensk: Nordsjö metrostation) er en station på Helsinkis metro i området Vuosaari i Øst-Helsinki. Den er endestation på linje M1 og 
ligger 1,244 km fra Rastila. Stationen, der åbnede 31. august 1998, er tegnet af arkitektbureauet Esa Piironen Oy og udsmykket med Jussi Nivas verk Expose.
Lige efter stationen er der et vendespor.